# Lovrenc na Pohorju
Lovrenc na Pohorju (Duits: Sankt Lorenzen am Bachern) is een zelfstandige gemeente in Slovenië in Pohorje en geniet in Stiermarken zekere bekendheid als bedevaartsoord. Het gebied waarin Lovrenc ligt, werd in 1091 samen met het gebied rond Ruše, door Engelbert van Spanheim geschonken aan de abdij Sankt Paul im Lavanttal (in Karinthië). Spanheim stichtte rond dezelfde tijd een priorij in Lovrenc. De plaatsnaam Lovrenc is afgeleid van de daar gebouwde kerk, die gewijd is aan de H. Laurentius. Deze kerk werd voor het eerst vermeld in 1184, in 1191 werd het parochiekerk. Het kerkgebouw werd in Romaanse stijl gebouwd, maar kreeg in de 15e eeuw een gotisch aanzien. Deze gotische bouwstijl is in delen van het gebouw terug te vinden, maar in de jaren 1765-1766 werd de kerk door Janez Jurij Stadler in barokstijl gemoderniseerd. De baroksculpturen in de kerk zijn voor een groot deel van de beeldhouwer Josef Holzinger uit Maribor.
Een tweede parochiekerk in de gemeente en belangrijke bedevaartplaats is de kerk van H. Maagd Maria in de woestijn. Deze kerk is een van de beste voorbeelden van late renaissancestijl in de regio. De kerk werd gesticht door de Benedictijnen van de abdij Sankt Paul im Lavanttal en gebouwd van 1622 tot 1627. De kerk is gewijd aan H. Maria met de H. Drievuldigheid en was van begin af aan bedoeld als bedevaartkerk. Omdat de toeloop groot was, werd de kerk in 1672 opnieuw en groter gebouwd. De belangrijkste bedevaarten vinden plaats met  HH. Anna en Joachim (26 juli), Maria-Tenhemelopneming, de zondag na Maria-Tenhemelopneming en Maria Geboorte (8 september). In de gemeente ligt verder nog een aantal votiefkerken:
- kerk van de H. Radegunde. De kerk dateert uit de 17e eeuw en werd in 1776 herbouwd. Naast het hoofdaltaar van de H. Radegunde telt het kerkgebouw twee zijaltaren van H. Maria en H. Catharina.
- kerk van de H. Kruisverheffing.
- kerk van de H. Ignatius, de enige kerk in Slovenië met het patrocinium van Ignatius. Het kerkgebouw was oorspronkelijk van hout en werd 1769 vervangen door stenen nieuwbouw. De kerk is door de Benedictijnen gebouwd als contrareformatorische maatregel, wat ook het jezuïetenpatrocinium verklaart. Naast het hoofdaltaar van H. Ignatius heeft het gebouw twee zijaltaren van de Moeder Gods en H. Hermagoras.
- kerk van de H. Anna in de woestijn. Dit kerkje ontstond als bijbehorende kapel van de parochiekerk H. Maria in de woestijn. De kerk werd gebouwd in 1659.

## Plaatsen in de gemeente
Činžat, Kumen, Lovrenc na Pohorju, Puščava, Rdeči Breg, Recenjak, Ruta
Benedikt · Cerkvenjak · Cirkulane · Destrnik · Dornava · Duplek · Gorišnica · Hajdina · Hoče-Slivnica · Juršinci · Kidričevo · Kungota · Lenart · Lovrenc na Pohorju · Majšperk · Makole · Maribor · Markovci · Miklavž na Dravskem polju · Oplotnica · Ormož · Pesnica · Podlehnik · Poljčane · Ptuj · Rače-Fram · Ruše · Selnica ob Dravi · Slovenska Bistrica · Središče ob Dravi · Starše · Sveta Ana · Sveta Trojica v Slovenskih goricah · Sveti Andraž v Slovenskih goricah · Sveti Jurij · Sveti Tomaž · Šentilj · Trnovska vas · Videm · Zavrč · Žetale
1. ↑  "Prebivalstvo po starosti in spolu, občine, Slovenija, polletno". Statistični urad Republike Slovenije. Geraadpleegd op 18 april 2021.